# NGC 7692
NGC 7692 في الفهرس العام الجديد، هي مجرة، تقع في كوكبة الدلو. اكتشفت في 23 أكتوبر 1848 بواسطة جورج فيلبس بوند.

## روابط خارجية
- NGC 7692 على موقع ويكي سكاي: DSS2, SDSS, GALEX, IRAS, Hydrogen α, X-Ray, Astrophoto, Sky Map, Articles and images